# Daniel Martin
Daniel „Dan” Martin (ur. 20 sierpnia 1986 w Birmingham) – irlandzki kolarz szosowy.
Największym sukcesem kolarza są wygrane w wyścigach wieloetapowych – Tour de Pologne w 2010 roku oraz Volta a Catalunya w 2013. Wygrywał on także w prestiżowych wyścigach klasycznych – Liège-Bastogne-Liège w 2013 i Giro di Lombardia rok później. Jest także mistrzem Irlandii ze startu wspólnego z 2008 roku. W 2011 roku wygrał 9. etap Vuelta a España, zaś dwa lata później etap Tour de France.

## Najważniejsze osiągnięcia
2008
- 1. miejsce w Route du Sud
- 1. miejsce w mistrzostwach Irlandii (start wspólny)

2009
- 2. miejsce w Volta a Catalunya
- 3. miejsce w Tour Méditerranéen
- 5. miejsce w GP Ouest-France

2010
- 1. miejsce w Tour de Pologne
  - 1. miejsce na 5. etapie
- 3. miejsce w Brixia Tour
- 1. miejsce w Tre Valli Varesine
- 2. miejsce w Giro dell’Emilia
- 1. miejsce w Japan Cup

2011
- 1. miejsce w Giro di Toscana
- 2. miejsce w Tour de Pologne
  - 1. miejsce na 6. etapie
- 1. miejsce na 9. etapie Vuelta a España
- 2. miejsce w Giro di Lombardia
- 3. miejsce w Volta a Catalunya

2012
- 2. miejsce w Japan Cup
- 4. miejsce w Tour of Beijing
  -  1. miejsce w klasyfikacji górskiej
- 4. miejsce w Volta a Catalunya
- 5. miejsce w Liège-Bastogne-Liège

2013
- 1. miejsce w Volta a Catalunya
  - 1. miejsce na 4. etapie
- 1. miejsce w Liège-Bastogne-Liège
- 1. miejsce na 9. etapie Tour de France
- 2. miejsce w Tour of Beijing
- 4. miejsce w La Flèche Wallonne
- 4. miejsce w Giro di Lombardia
- 8. miejsce w Tour de Suisse

2014
- 2. miejsce w La Flèche Wallonne
- 3. miejsce w Tour de l’Ain
- 7. miejsce w Vuelta a España
- 1. miejsce w Giro di Lombardia

2015
- 10. miejsce w Volta a Catalunya
- 7. miejsce w Critérium du Dauphiné
- 7. miejsce w Clásica de San Sebastián

2016
- 3. miejsce w Volta a Catalunya
  - 1. miejsce na 3. etapie
- 3. miejsce w Critérium du Dauphiné

2017
- 3. miejsce w Paryż-Nicea
- 2. miejsce w La Flèche Wallonne
- 2. miejsce w Liège-Bastogne-Liège
- 3. miejsce w Critérium du Dauphiné
- 6. miejsce w Tour de France

2018
- 4. miejsce w Critérium du Dauphiné
  - 1. miejsce na 5. etapie
- 8. miejsce w Tour de France
  - 1. miejsce na 6. etapie

2019
- 2. miejsce w Vuelta al País Vasco
- 8. miejsce w Critérium du Dauphiné

2021
- 1. miejsce na 17. etapie Giro d’Italia

## Starty w Wielkich Tourach
| Grand Tour | 2009 | 2010 | 2011 | 2012 | 2013 | 2014 | 2015 | 2016 | 2017 | 2018 |
| ---------- | ---- | ---- | ---- | ---- | ---- | ---- | ---- | ---- | ---- | ---- |
| Giro       | –    | 57.  | –    | –    | –    | DNF  | –    | –    | –    | –    |
| Tour       | –    | –    | –    | 35.  | 33.  | –    | 39.  | 9.   | 6.   | 8.   |
| Vuelta     | 53.  | –    | 13.  | –    | DNF  | 7.   | DNF  | –    | –    | DNF  |